# Корнеліс де Брейн
Корнеліс де Брейн (нід. Cornelis de Bruijn, 1652, Гаага — 1726/27, Утрехт) — голландський художник і мандрівник. В російській літературі його ім'я традиційно пишуть як Корнеліс де Брюін.

## Життєпис. Ранні роки
Досить мало відомостей про походження та ранні роки формування Корнеліса де Брейна. Частка відомостей пізніше була запозичена з розрахунків гільдії художників міста Гаага, де він народився. Гаага того часу — досить космополітичне місто, де не викликали подиву іноземці чи особи, що встигли помандрувати світом, відвідати Британію, колонії Голландії в Африці (сучасний Кейптаун)) чи Індії, на Яві (сучасна Джакарта).
1672 року король Франції Людовик XIV, розлючений фінансовими успіхами і багатствами Об'єднаних Провінцій, розпочав проти них війну. До військових операцій проти Голландії приєдналася і Британія, що було для голладців як громовиця серед ясного неба. Невдоволення обережною політикою Йохана де Вітта спровокувало його убивство політичними противниками, серед яких був і якийсь Корнеліс де Брейн. Сам художник надалі усіляко відхрещувався від слави «убивці» Йохана де Вітта, казав, що то хтось інший з тим же прізвищем. Але це могло бути приводом до його подорожі (втечі ?) у Італію і майже 19-річної відсутністі на батьківщині. Утаємниченим залишається і фінансове джерело його далеких і тривалих подорожей.
Військові успіхи голландців спонукали завершення Третьої англо-голландської війни і до мирної угоди 1674 року. Саме 1674 року Корнеліс де Брейн покидає країну. Але їде не через Францію і порт Марсель до Неаполя, як то робилось зазвичай, а через Німеччину. Бо війна з Францією все ще тривала.
Відомо, що він опановував художнє ремесло під проводом художника Теодора ван дер Схюра (Theodor van der Schuer, 1634—1707), начебто до 1674 року. Авантюрний характер митця покликав його в далечинь і той відбув у першу подорож, не стільки за чітким розрахунком і планом, скільки за тим, як вийде.

## Перша подорож (1674—1693)

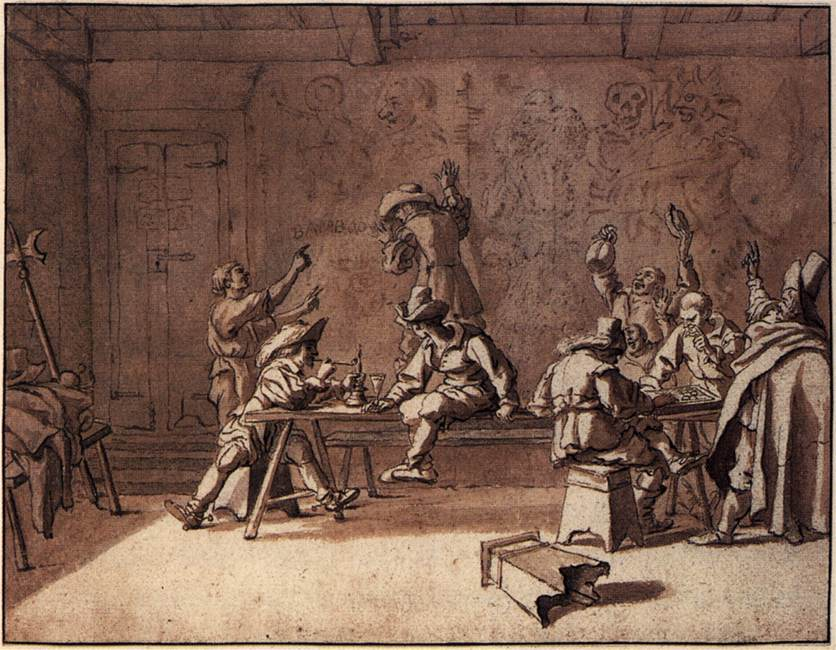
Пітер ван Лар."Художники товариства «Перелітні птахи» в італійській таверні", малюнок 1625 р.

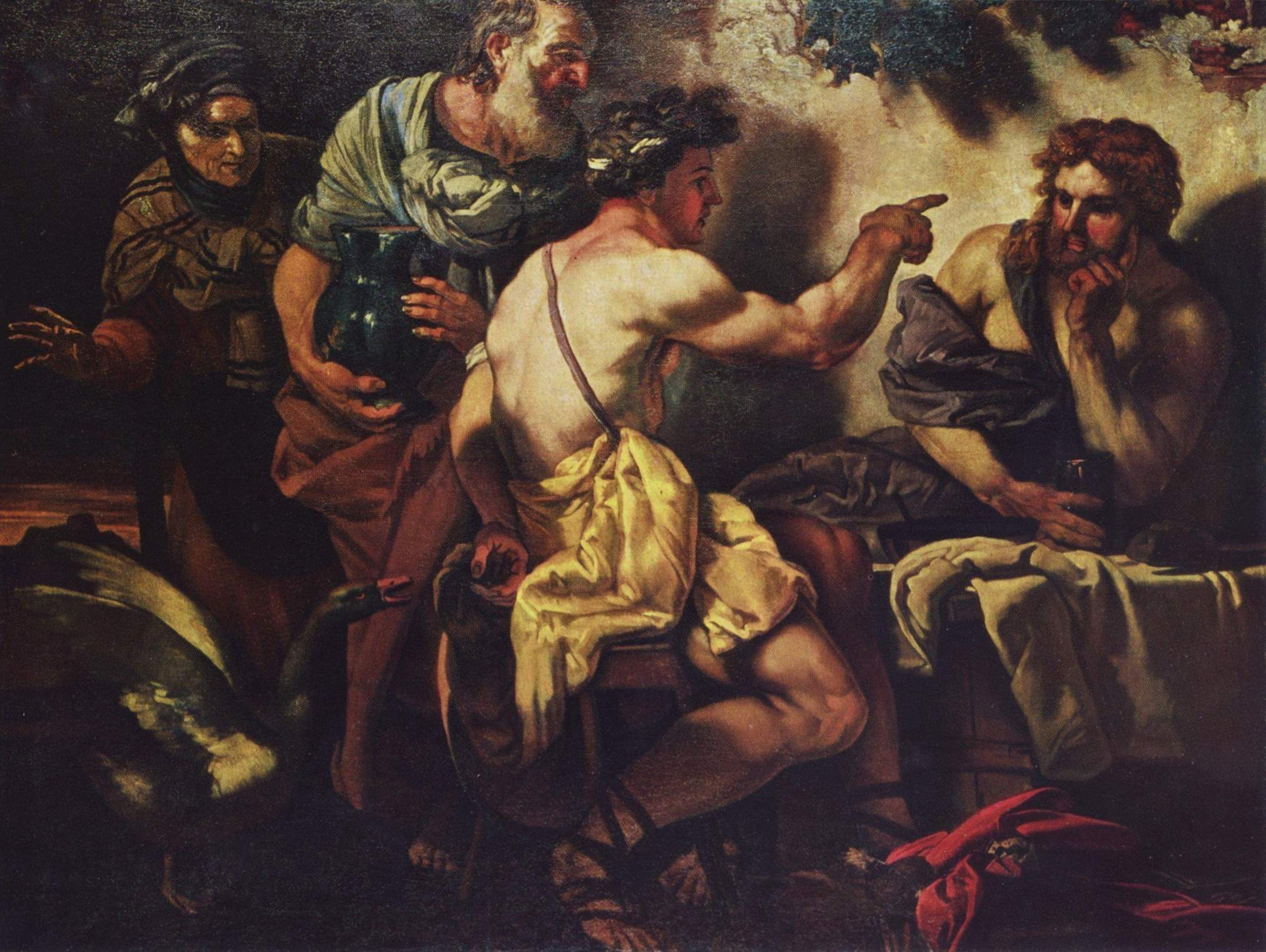
Худ. Йоган Карл Лот. «Юпітер і Меркурій в оселі Філімона і Бавкіди», Відень

Він рушив у Німеччину і через її князівства дістався Італії, перетнув Флоренцію і прибув до Риму. Наприкінці 1674 року він перебував в папській столиці, де став членом голландського товариства «Перелітні птахи». Перебування в Римі розтяглося на чотири роки. Пізніше він створить гравюри та зробив опис ритуалу посвяти, що мав пройти. Здається, малі авантюрні пригоди та веселощі, притаманні богемі, приваблювали його більше, ніж наполеглива праця. Але він постійно робив замальовки, за якими пізніше створить гравюри, ілюстрації до видань-звітів про власні мандри. Практикував він і створення портретів.
Аналіз текстів Корнеліса часів перебування в Римі здивував дослідників. Його оповідь про веселощі «перелітних птахів» і церемонію посвяти — важливі факти з історії їх побутування там. Але він з захопленням розповідав про святкування Святого 1675 року папою римським, формально перебуваючи протестантом, а не католиком. Він нічого не сповістив про конклав по обранню нового папи, центральної події, якою жила тоді папська столиця. Нема жодних свідоцтв про те, де він мешкав, чим і як заробляв на життя. В його книзі нема жодних зображень Риму, важливого центру європейського мистецтва, тоді як він замальовував-гравіював провінційну Смірну з борту вітрильника, заштатні Архангельськ, Воронеж, брудну, захаращену тоді Александрію єгипетську. Посварився з супутником, художником Пітером ван дер Хюльстом, з яким прибув до Італії (чи позбавився небажаного свідка ?) Його записи про Рим напричуд неінформативні, нічим не нагадують щоденник пересічного мандрівника. Він наче розважається мистецтвом, постійно роблячи щось головне і утаємничене.
Перебування в столичному Римі чи в багатих мистецтвом Неаполі, Флоренції чомусь проміняв на перебуванні в порту Ліворно, де чомусь водночас перебував флот Франції, що перебувала ще в стані війни з його батьківщиною. В нудному порту Ліворно він затримався на цілий рік …
Перебування в Римі і наполегливу творчість в Італії Корнеліс у 1678 році проміняв на подорож, цього разу через італійський порт Ліворно до Смірни, де вже була колонія голландських купців. В Смірні житло маловідомому художнику відразу надав консул Голландії, з ним спілкувався консул Британії. 1679 року він вже в Стамбулі. Але казково багате місто — центр мусульманства, де не ставляться прихильно ні до європейських чужинців-гяурів, ні до їх мистецтва. Твори Брейна не знайшли тут збутку. Незрозуміло чому, але він продовжив подорож непривітними провінціями Османської імперії і 1681 року дістався Єгипту, відвідав разом з венеціанським консулом Каїр і піраміди в Гізі. На одній з них — залишив автограф, як шкідливий школяр на стіні, коли цього не бачать вчителі. Серед відвіданих, турецьких на той час міст, Віфлеєм та Єрусалим. Османи забороняли візити християн в Святу Землю, виняток робили лише для ченців — францисканців. Корнеліс (дав хабаря ?) і разом з ченцями-католиками таки дістався Віфлеєму та Єрусалиму, а останній навіть потайки замалював з віддаленого пагорба.
Робив він і замальовки турецьких міст, здебільшого потайки, бо підозрілі османи ставилися до цього як до діяльності ворожого шпигуна. Тим паче що той на реалістичних малюнках точно відтворював як фортеці, так і гармати, точну їх кількість. За переказами самого Брейна, він ходив по лезу турецького ножа, а власні малюнки ховав навіть на горищі. Після перебування в місті Алеппо, Корнеліс через острів Кіпр дістався Венеції.

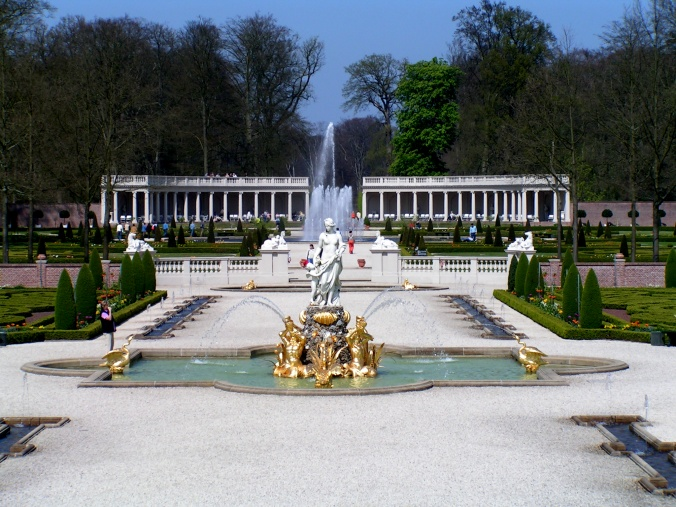
Фонтани Хет Лоо

Серед знайомців цього періоду — співвітчизник, інженер і гідравлик Рогір ван Клиф, що теж перебував на Близькому Сході. Пізніше останній працюватиме на будівництві в палацово-парковому ансамблі Хет Лоо Вільгельма Оранського, який зажадав, щоби верхівки його фонтанів в саду бароко були трохи вищі за фонтани французького короля Луї XIV у Версалі. Король Франції таки отримав політичного ляпаса, бо голландський інженер Рогір ван Клиф таки виконав завдання Вільгельма Оранського.
Художня практика де Брейна стала в пригоді, коли авантюрний Корнеліс у 1684 році дістався Венеції і став помічником художника Карло Лотті (венеціанського митця, німця за походженням, справжнє ім'я якого Йоган Карл Лот, 1632—1698). Він працюватиме в його майстерні декілька років. Серед творів майстерні Карло Лотті — релігійний образ «Смерть Петра мученика», копія композиції Тиціана, в створенні якої де Брейн брав участь. Але картина знищена …
1692 року Йоган Карл Лот відбув у Відень, бо отримав запрошення стати надвірним художником австрійського імператора. Протестант (?) Корнеліс де Брейн не наважився перебратися в католицьку Австрію і не залишився у Венеції, бо місце керівника майстерні посів Йохан Міхель Роттмайр.

## Повернення в Гаагу

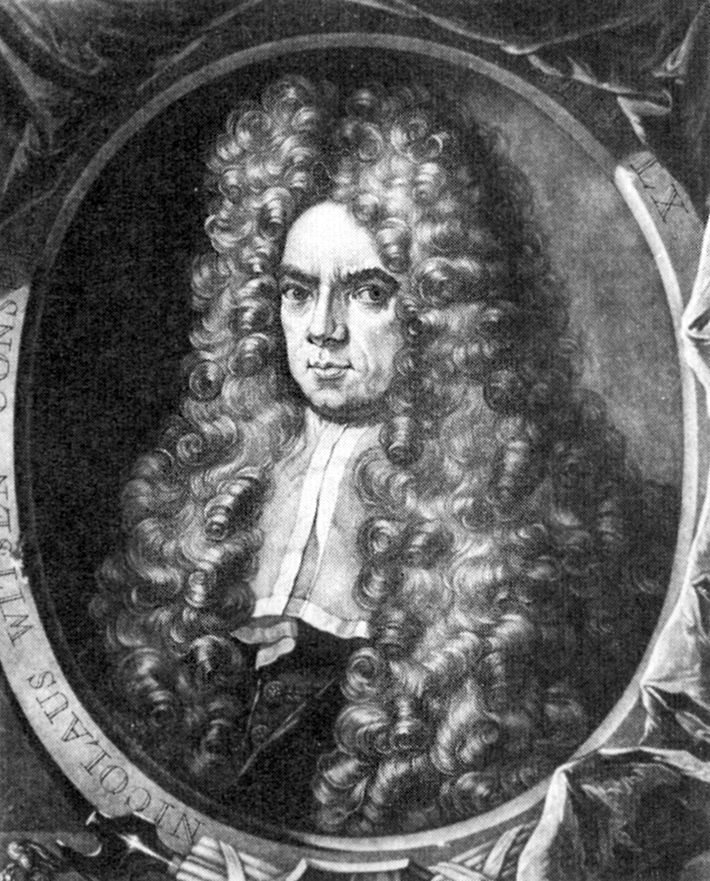
Гравер Пітер Шенк. Дипломат Ніколаас Вітсен.

Лише 14 березня він дістався Амстердаму, а 19 березня 1693 року повернувся до Гааги разом з малюнками, ботанічними замальовками, уламками скульптур і навіть рельєфів з клинописними написами ассирійців. Корнеліс зустрів на батьківщині Роберта Дюваля, з яким був знайомим ще за часів Товариства «Перелітні птахи» в Римі. Обидва стають членами Академії мистецтв міста Гаага.
Він продав тут «скарби» власних мандрів, що викликали подив і захоплення своєю екзотикою. Натхнений цікавістю до його мандрів, Корнеліс власним коштом надрукував 1598 року книгу-опис власних мандрів з великою кількістю гравюр, що ілюстрували видання. Це одне з перших видань з кольоровими гравюрами, виконанані в друкарні на той час, а не вручну. Видання придбали дипломати, король Британії, штатгальтер Голландії, принц Оранський. Портрет автора виконав престижний художник Годфрі Неллер.
Книга мала успіх і невдовзі вийшли її перевидання — у Франції (1700 р.) і в Британії (1702 р.)
Відомо про його перебування в Британії наприкінці 1700 року, яке пов'язують з друкуванням його книги мандрів. Водночас він розвідав можливість дістатися з купецьким караваном Московії і єдиного на той час російського порту Архангельськ. Культурні і бізнесові зв'язки голландців з московитами були найтісніші наприкінці 17 століття. Знав Корнеліс і про існуванні Німецької слободи. Він заручився рекомендаційними листами голландця Ніколааса Вітсена, що побував у Москві, і восени 1701 року відбув вітрильником до Московії.

## Друга подорож (1701—1708
З Архангельську через міста Вологда та Ярославль саньми зимнім шляхом дісталися до Москви. Це був єдиний шлях, котрим діставались столиці московитів численні ремісники, будівничі, архітектори, дипломати Західної Європи. Пройшов цим шляхом 1703 року і запрошений у країну військовий інженер, фортифікатор і архітектор Доменіко Трезіні.
В дні перебування в Москві де Брейн скористався нагодою і рекомендаційними листами Ніколааса Вітсена, познайомився з російським царем Петром І. Спілкування йшло голландською, яку знав цар. Корнеліс розповідав про власні мандри, про перебування в Венеції, де не довелося побувати Петру. Як художник, він виконав по замові царя портрети російських царівен, племінниць Петра І. Ці картини — портрети були використані як подарунки майбутнім кандидатам для політичних шлюбів родини російського царя з європейськими володарями чи вельможними родинами.
В кінці квітня 1703 року де Брейн відбув з Москви річковим шляхом разом з караваном вірменських купців з Ісфахана, одне з імен купця Корнеліс записав як Яків Давидов. Разом з вірменським торговельним караваном Волгою помандрували на схід і південь, аби дістатися міста Астрахань . Ненадовго купецький караван зупинявся в Нижньому Новгороді під час Великодніх свят. Завдяки цьому ми маємо зараз його опис цього російського міста 1703 року, з його Кремлем, дерев'яною забудовою, невеликою кількістю кам'яних церков та соборів, ринку та кабаків. Він звертав увагу на одяг московитів, їх покарання, жорстокі звичаї, свята і весілля, їжу, водку и вино, погодні умови і засоби пересування, найбезпечніші для торговельних караванів і подорожніх.
Але метою Де Брейна була Персія. Невгамовні голландці мали власну колонію і в Персії. В мусульманській на той час країні досить поблажливо ставились до фігуративного живопису, незважаючи на мусульманські заборони. В обмеженій кількості місцеві вельможі прикрашали власні оселі картинами, переважно портретами молодих дівчат і юнаків. В невеликій кількості мали перські вельможі і картини голланських митців, переважно натюрморти з квітами. Значне поширення мала і книжкова мініатюра зі сценами полювань, бенкетів, з закоханими парами.
Більше того, в Персії деякий час працювали голландські художники, серед яких — * Ян ван Хасселт, що працював при ханському дворі Сефевідів і Філіп Енгел.
Тепер до цього переліку додався і Корнеліс де Брейн. Він зробив замальовки декількох перських міст, серед яких були Ісфахан и Персеполіс (1704—1705). Через порт Бендер-Аббас та Шрі Ланку він помандрував у Батавію, колонію могутньої голландської Ост-індської кампанії. В Західній Європі йшла Велика Північна війна і Корнеліс де Брейн повертався тим же шляхом — Персія, Московія, Голландія. Спроба дістатися Голландії суходолом закінчилася без успіху, бо точилася війна московитів зі шведами. Корнеліс досяг Смоленська і Мінська, але був заарештований і його повернули до Москви. Подорожні дісталися Архангельська і морем дісталися батьківщини.

## Останні роки

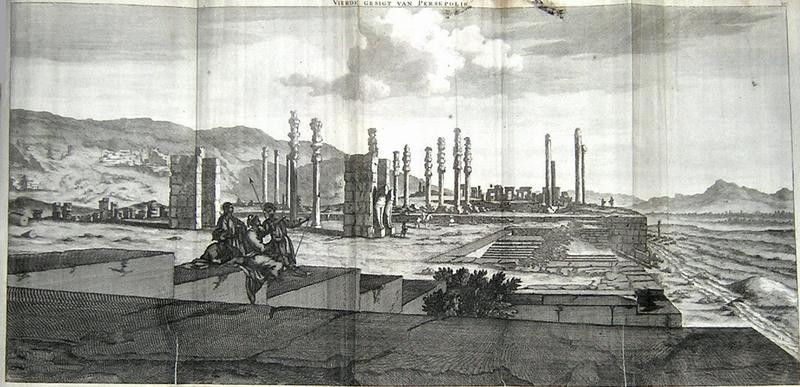
Гравер Корнеліс де Брейн. «Залишки зруйнованого Персеполіса»

Його малюнки і гравюри Персеполя, стародавнього міста-столиці перського царя Дарія, захопленого і зруйнованого Олександром Македонским, викликали сенсацію. Його приймали мер Амстердама Ніколаас Вітсен та голландські науковці і шпигуни. Це були перші подібні зображення за декілька століть.
Де Брайна звинуватили у плагіаті, досить поширеному в ті часи, тому його друга книга не мала того успіху, як перше видання. Він наробив боргів, перелякався банкрутства і ув'язнення. З Амстердаму він потайки втік у маленький Віанен (Vianen), який тоді належав малому німецькому князівству Ліппе. Селище було прихистком контрабандистів і злочинців. 1725 року вельможний володар Ліппе продав Віанен Голландії. Відомо, що старий і збіднілий де Брейн мешкав в маленькій халупі. Його забрав до себе милостивий приятель Давид ван Моллем, що мешкав в садибі на півночі Утрехта.
Корнеліс де Брейн помер в місті Утрехт. Невідомі ні день, ні рік його смерти, ні цвинтар, де відбулось поховання. Значна кількість його творчого надбання втрачена.